# Улица Болдина (Могилёв)
Улица Болдина (старое название переулок Семинарский). Улица расположена в центре города от улицы Первомайской до площади Орджоникидзе.
Названа в честь советского военачальника, командующего 50-й армией 2-го Белорусского фронта генерал-полковника И. В. Болдина.
Своё старое название переулок Семинарский улица получила в честь старейшего на территории Беларуси учебного заведения — Могилевской духовной семинарии.
На улице расположены здание телефонных сетей, жилые 4-этажные дома, на первом этаже которых расположены многочисленные магазины.
В 1965 г. на жилом доме № 11 была установлена мемориальная доска в честь И. В. Болдина.